# Unión y Progreso, Tezonapa
Unión y Progreso är en ort i Mexiko.   Den ligger i kommunen Tezonapa och delstaten Veracruz, i den sydöstra delen av landet, 260 km öster om huvudstaden Mexico City. Unión y Progreso ligger 1 167 meter över havet och antalet invånare är 376.
Terrängen runt Unión y Progreso är bergig åt nordväst, men åt sydost är den kuperad. Unión y Progreso ligger uppe på en höjd. Runt Unión y Progreso är det ganska tätbefolkat, med 100 invånare per kvadratkilometer. Närmaste större samhälle är Cosolapa, 17,6 km öster om Unión y Progreso. I omgivningarna runt Unión y Progreso växer i huvudsak städsegrön lövskog.